# 芒古
芒古是非洲南部國家贊比亞西部的城市，也是西方省的首府，位於首都盧薩卡西北620公里的尚比西河東岸氾濫平原，海拔高度1,200米，每年平均降雨量945毫米，主要集中在10月至4月的雨季，2010年人口179,585。
15°16′39″S 23°7′55″E / 15.27750°S 23.13194°E